# Juan José Huanca Mamani

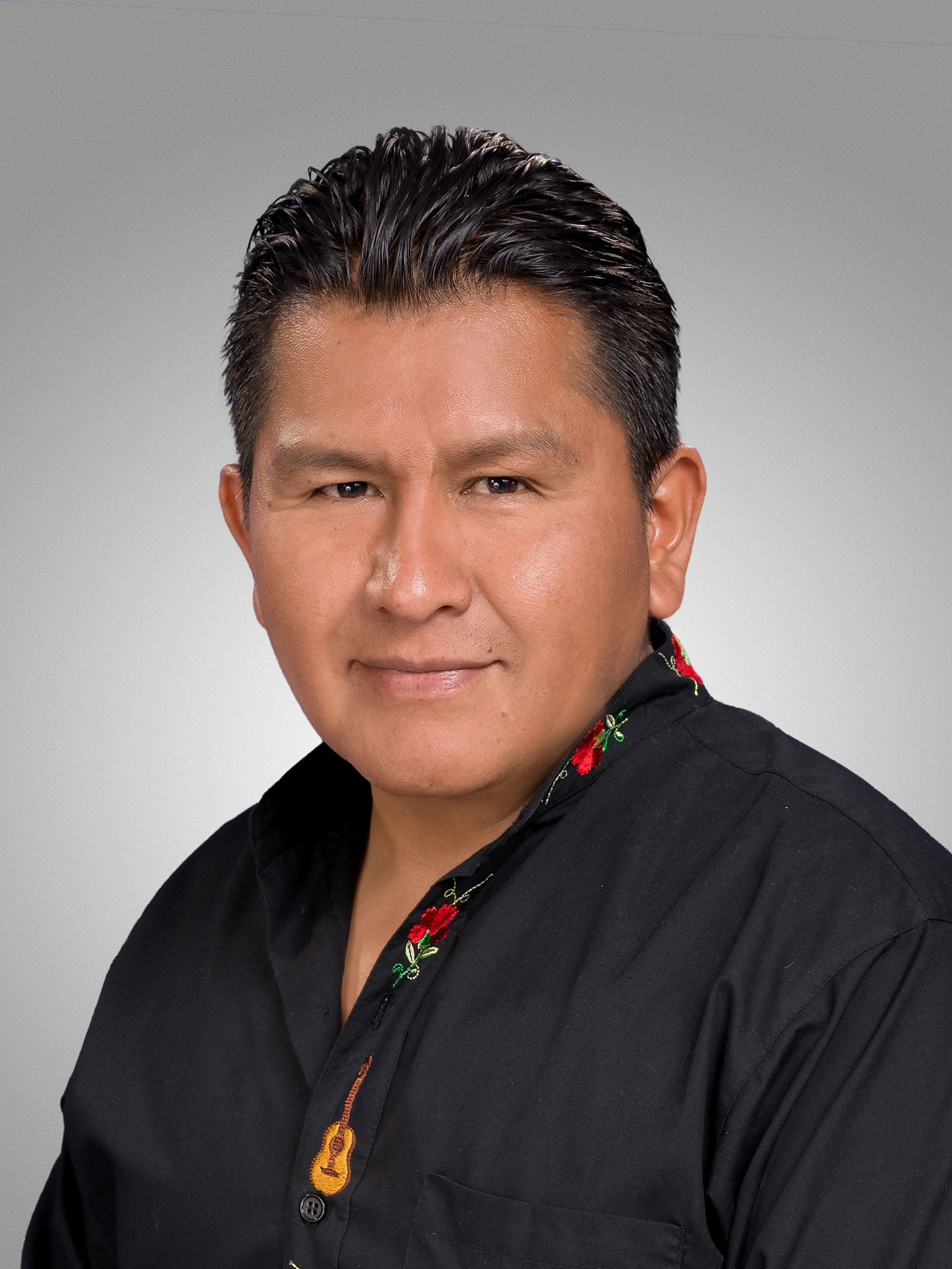
Juan José Huanca Mamani (2020)

Juan José Huanca Mamani (* 30. Dezember 1980) ist ein bolivianischer Politiker des MAS-IPSP, der seit 2020 Mitglied des Abgeordnetenhauses von Bolivien ist.

## Leben
Juan José Huanca Mamani wurde bei der Parlamentswahl am 18. Oktober 2020 auf des MAS-IPSP im Departamento Tarija zum Mitglied des Abgeordnetenhauses von Bolivien gewählt, des Unterhauses der Plurinationalen Legislativen Versammlung Boliviens. Seine Stellvertreterin wurde Viviana Lily Aparicio Romero.
Am 8. November 2023 wurde Juan Huanca Zweiter Sekretär des Präsidiums des Abgeordnetenhauses für die Sitzungsperiode 2023/2024 und gehört somit dem erweiterten Parlamentspräsidium um Parlamentspräsident Israel Huaytari Martínez an.